# مارتین فرای

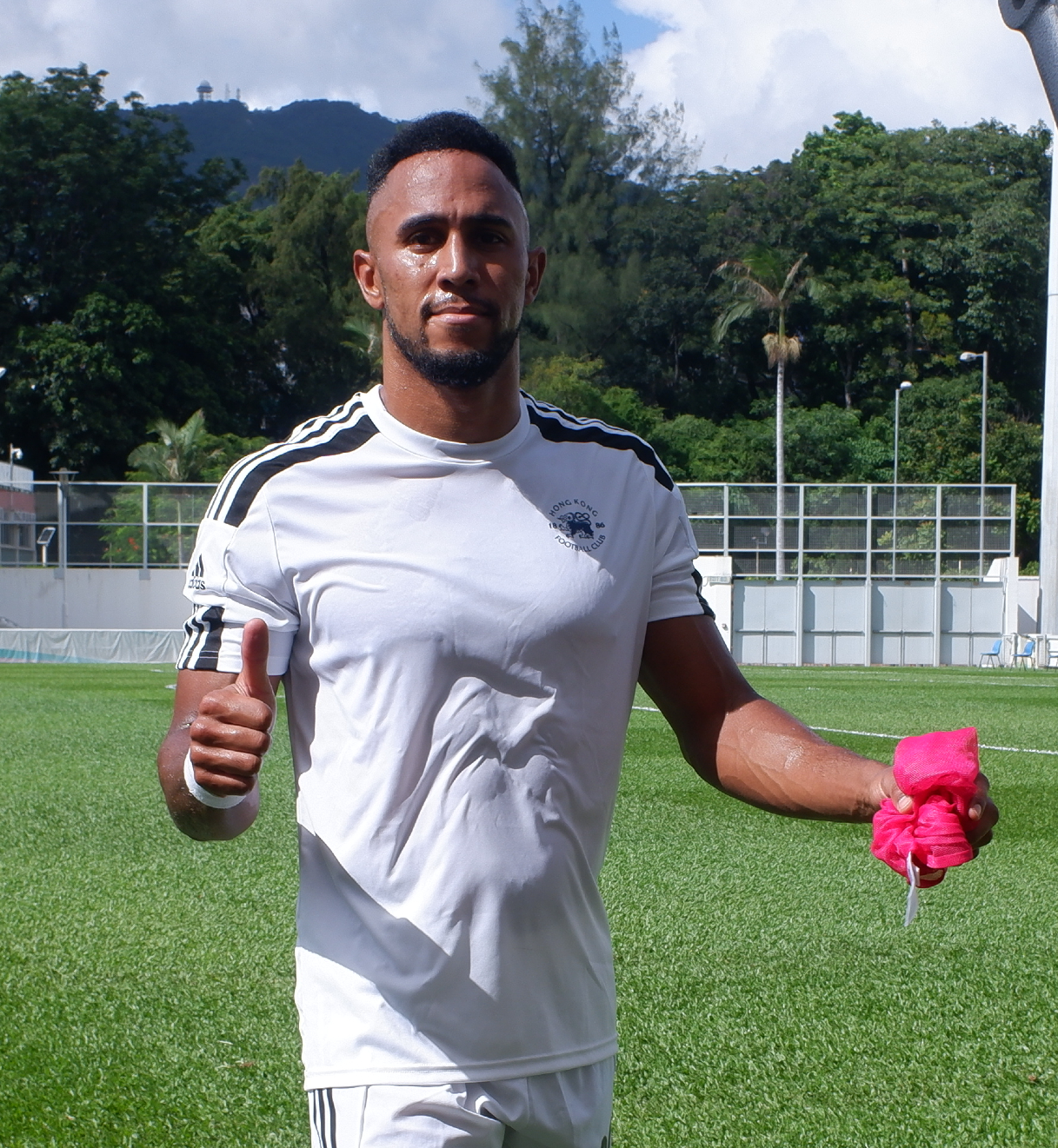
مارتین فرای در سال ۲۰۲۲

مارتین فرای (انگلیسی: Martin Fray؛ زادهٔ ۱۸ ژانویهٔ ۱۹۸۶) بازیکن فوتبال است.